# Шабельне
Шабе́льне —  село в Україні, у Вовчанській міській громаді Чугуївського району Харківської області. Населення становить 2 осіб. До 2020 орган місцевого самоврядування — Нестерянська сільська рада.

## Географія
Село Шабельне розташоване на кордоні з Росією, на відстані 1 км розташоване село Піщане, по селу протікає пересихаючий струмок який через 5 км впадає в річку Вовча. У селі бере початок Піщаний Яр.

## Історія
12 червня 2020 року, відповідно до Розпорядження Кабінету Міністрів України  № 725-р «Про визначення адміністративних центрів та затвердження територій територіальних громад Харківської області», увійшло до складу Вовчанської міської громади.
19 липня 2020 року, в результаті адміністративно-територіальної реформи та ліквідації Вовчанського району, село увійшло до складу Чугуївського району.